# Nóregs konungatal
Nóregs konungatal (Lista de reyes noruegos) es un poema escáldico de origen islandés compuesto hacia 1190 y que se conserva en el manuscrito Flateyjarbók del siglo XIV. Su contenido se basa principalmente en el trabajo de Sæmundr fróði y es el mejor testimonio existente sobre el alcance del trabajo del autor. Se compone de 83 estrofas, y fue compuesto para el influyente Jón Loftsson y celebra su descendencia de la línea real noruega. El poema sigue el modelo de otros poemas genealógicos anteriores como Háleygjatal y Ynglingatal, con las que comparte la métrica kviðuháttr. 